# أكامي فيليدج
أكامي فيليدج (بالإنجليزية: Akimi Village)، هي لعبة فيديو أمريكية من تطوير ستوديو نينجابي، ونشرها شركة سوني كمبيوتر إنترتنمنت، صدرت اللعبة على المتجر الإلكتروني لشبكة بلاي ستيشن ستور سنة 2011، وتعمل حصرياً لمنصة بلاي ستيشن 3.